# Tiziano Ferro
Tiziano Ferro är en italiensk artist född den 21 februari 1980 i Latina, Italien. Hans mest omtalade låt är Perdono som släpptes 2001 och blev en stor hit 2002.